# アレクセイ・ヤブロコフ
アレクセイ・ウラジーミロヴィチ・ヤブロコフ（ロシア語:  Алексей Владимирович Яблоков、英語: Alexey Vladimirovich Yablokov、1933年10月3日 - 2017年1月10日）は、ロシアの科学者、ロシア科学アカデミー会員。

## 経歴・人物

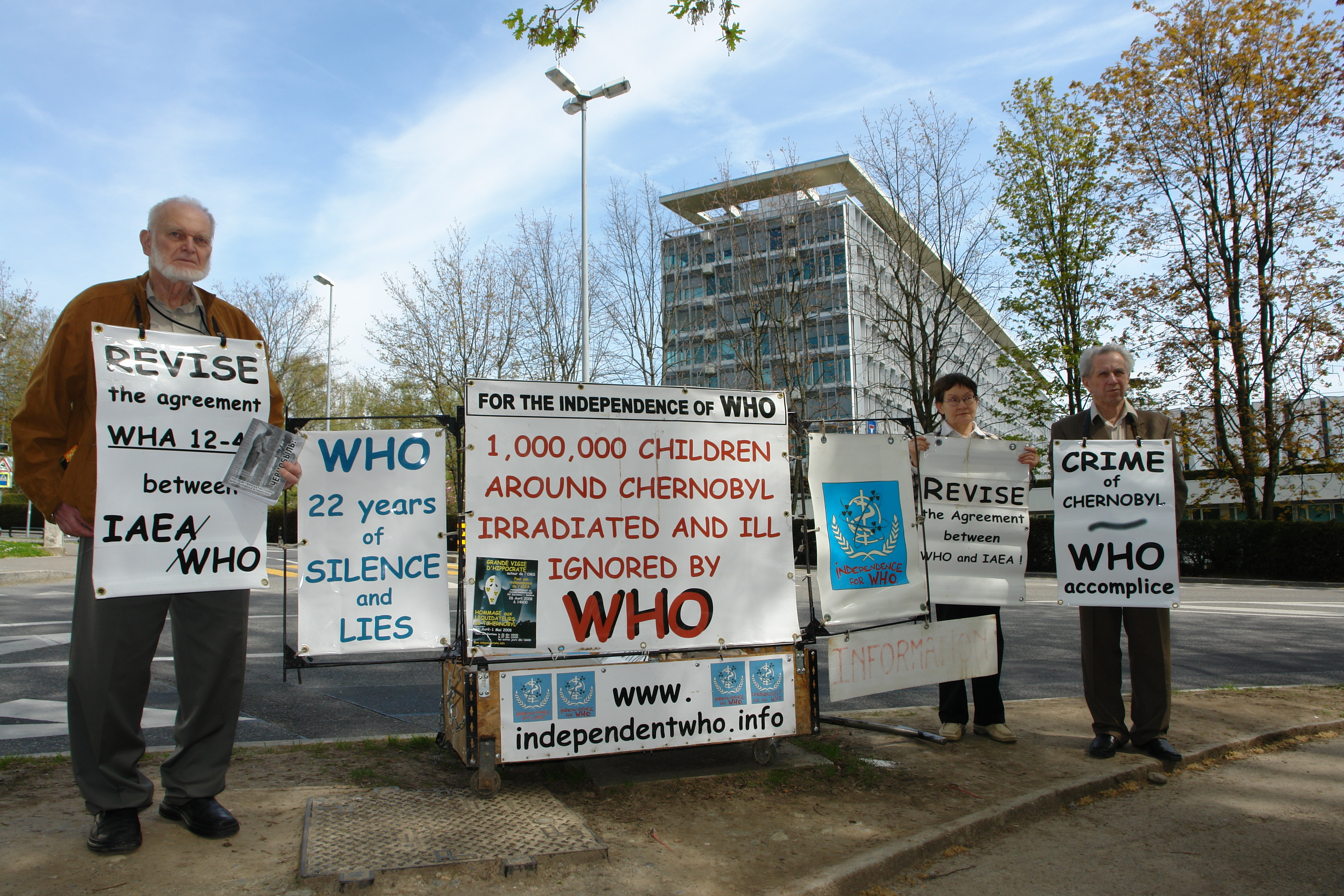
世界保健機関本部前で抗議行動をするヤブロコフ（左端）。2008年4月27日、ジュネーヴ。中央はRosa Goncharova、右端はワシリー・ネステレンコ。

モスクワ生まれ。1956年、モスクワ州立大学（現モスクワ大学）生物学部卒業。生物学博士号（海生哺乳類）取得。
1974年より、ソビエト連邦科学アカデミー・ロシア科学アカデミー客員。1998年より、ロシア科学アカデミー生態緊急問題に関する科学評議会副議長。
1986年のチェルノブイリ原子力発電所事故当時、ゴルバチョフ書記長のアドバイザーを務め、被曝者のその後について25年以上追跡調査を続けている。1988年-1991年ソ連水産省の魚類学委員会議長。1989年-1991年ソ連最高会議生態委員会副議長ソ連人民代議員。1991年-1993年生態・公衆衛生に関するロシア大統領顧問。1993年-1997年ロシア連邦安全保障会議省庁間生態安全委員会議長、この間旧ソ連による日本海への原子炉投棄問題を調査した。1993年-2005年ロシア環境政策センター創立者および代表。
1996年-アメリカ芸術科学アカデミー名誉会員。2008年-国際海生哺乳類学会会員。1997年に発足した欧州放射線リスク委員会（ECRR）の共同設立者。2005年ヤブロコ 党主席。
2007年、ベラルーシのベルラド放射能安全研究所初代所長ワシリー・ネステレンコ、同所員アレクセイ・ネステレンコ（現所長）とともに、英語文献や、ロシア、ウクライナ、ベラルーシなどスラブ系の諸言語の記録や文献をもとに報告書『チェルノブイリ――大惨事が人びとと環境におよぼした影響』（日本語訳書『調査報告 チェルノブイリ被害の全貌』）をまとめ、同事故による死者数は1986年から2004年の間で少なくとも98万5000人に達するとの推計を発表した。
2011年3月の福島第一原発事故後、チェルノブイリ事故との違いを指摘するとともに、放射能被害の過小評価の危険を警告している。
集団生物学、進化生物学、放射線生態学、環境政策に関する28の著書がある。